# Wide eXtended Graphics Array-H
 (octobre 2024).
Si vous disposez d'ouvrages ou d'articles de référence ou si vous connaissez des sites web de qualité traitant du thème abordé ici, merci de compléter l'article en donnant les références utiles à sa vérifiabilité et en les liant à la section « Notes et références ».
 (novembre 2022).
Le WXGA-H ou Wide eXtended Graphics Array-H est une norme d'affichage dont la définition est de 1 280×720 pixels, soit 921 600 pixels.
Dans le cadre des moniteurs, la proportion de l'écran est de 16/9 (largeur / hauteur) ; c’est-à-dire que la largeur est 1,777… fois plus grande que la hauteur.